# Bertel Gardberg

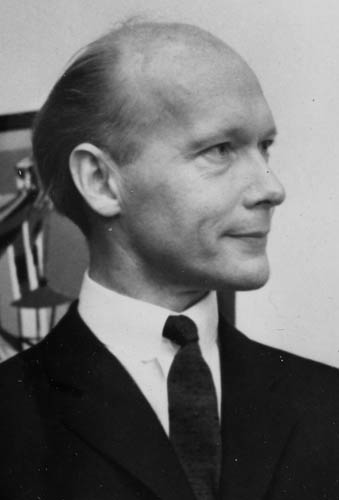
Bertel Gardberg (1961).

Bertel Richard Gardberg, född den 24 augusti 1916 i Ekenäs, Finland, död den 23 mars 2007 i Karis, var en finländsk silversmed och formgivare.

## Biografi
Gardberg fick sin utbildning i Köpenhamn och startade sin egen verkstad i Helsingfors i slutet av 1940-talet. Han arbetade i första hand med hushållsredskap, bland annat Hackman Karelenbestick, och kyrkoföremål. Han medverkade också i inredningen av de flesta kyrkorna i Helsingforsregionen. Under 1950- och 1960-talet arbetade han även i Frankrike och Irland, och sedan 1973 hade han verkstad i Fiskars bruk.
I sitt arbete kombinerade han silver och stål, sten och trä. Genom sina sakligt och sobert utformade nyttoföremål förnyade han radikalt det finska silversmidet. Han trodde starkt på den kreativa kraften i hantverk och förklarade hur allt ska komma från händerna.
Gardberg fick Lunningpriset 1961 och Pro Finlandia-medaljen samma år. Vid triennalerna i Milano belönades han tre gånger: åren 1954 och 1957 med en guldmedalj och år 1960 med två silvermedaljer. År 1991 tilldelades han den nordiska Prins Eugen-medaljen. År 1982 förlänades han hederstiteln akademiker.